# Красне (Кущевський район)
Красне — село в Кущевському районі Краснодарського краю. Центр Красносільського сільського поселення.
Населення — 3 459 мешканців (2002).
Село розташовано за 21 км на північ від райцентру станиці Кущевська. Залізнична станція Степна на лінії Ростов — Тихорєцьк.